# Ophioglossum dendroneuron
Ophioglossum dendroneuron là một loài dương xỉ trong họ Ophioglossaceae. Loài này được E.P. St. John mô tả khoa học đầu tiên năm 1938.